# Rio Glodul
O Rio Glodul é um rio da Romênia, afluente do Dămuc, localizado no distrito de Neamţ.